# Portret van Henriette de Verninac
Het Portret van Henriette de Verninac is een schilderij van Jacques-Louis David uit 1799. Dit portret van de zus van Eugène Delacroix ontstond in dezelfde tijd als De Sabijnse vrouwen. Sinds 1953 maakt het werk deel uit van de collectie van het Louvre in Parijs.

## Herkomst
Het portret was tot aan haar dood in 1827 in het bezit van het model, Henriette de Verninac (1782-1827). Zij was de dochter van Charles Delacroix, minister van buitenlandse zaken onder het Directoire, en getrouwd met de diplomaat Raymond de Verninac-Saint-Maur. Het portret werd nagelaten aan haar zoon Charles de Verninac, die het om financiële redenen bij een pandjeshuis in bewaring gaf. In 1831 werd het schilderij teruggevonden door Eugène Delacroix, die het tot zijn dood in 1863 in bezit hield en naliet aan zijn nicht Zélie de Verninac. Het schilderij bevond zich hierna nog in de collecties van Louis Malvy, minister van binnenlandse zaken tijdens de Eerste Wereldoorlog, en Carlos de Beistegui, een excentrieke verzamelaar. Deze laatste deed een belangrijke schenking aan het Louvre. De kunstwerken, waaronder dit portret, kwamen in 1953 in het museum terecht 

## Voorstelling
De ruimte is beperkt tot een eenvoudige grijze muur, met aan de onderkant een plint en een tegelvloer. Tegen deze kale achtergrond tekent de figuur van Henriette de Verninac zich af, die op dat moment zeventien jaar oud was. Ze zit, lichtjes naar links gedraaid, op een mahoniehouten stoel in Directoire-stijl, versierd met bronzen krullen en palmetten en bekleed met rood stof. Haar rechterhand rust op de rand van de rugleuning, haar linkerarm rust op haar dijbeen en ze kijkt de toeschouwer rechts aan. Ze is gekleed in een witte antieke jurk die doet denken aan de jurk van Hersilia op De Sabijnse vrouwen. Daarnaast draagt ze een zijden sjaal die over haar schouder en benen valt. 
De houding van Henriette de Verninac is geïnspireerd op het standbeeld van keizerin Helena in de Capitolijnse Musea. Deze houding had David al overgenomen voor zijn Portret van de markiezin d'Orvilliers uit 1790. In dit schilderij wordt de verwijzing naar het Romeinse standbeeld versterkt door het antieke karakter van het portret. François Gérard en Ingres, beiden leerlingen van David, namen deze compositie over voor hun portretten. 

## Afbeeldingen

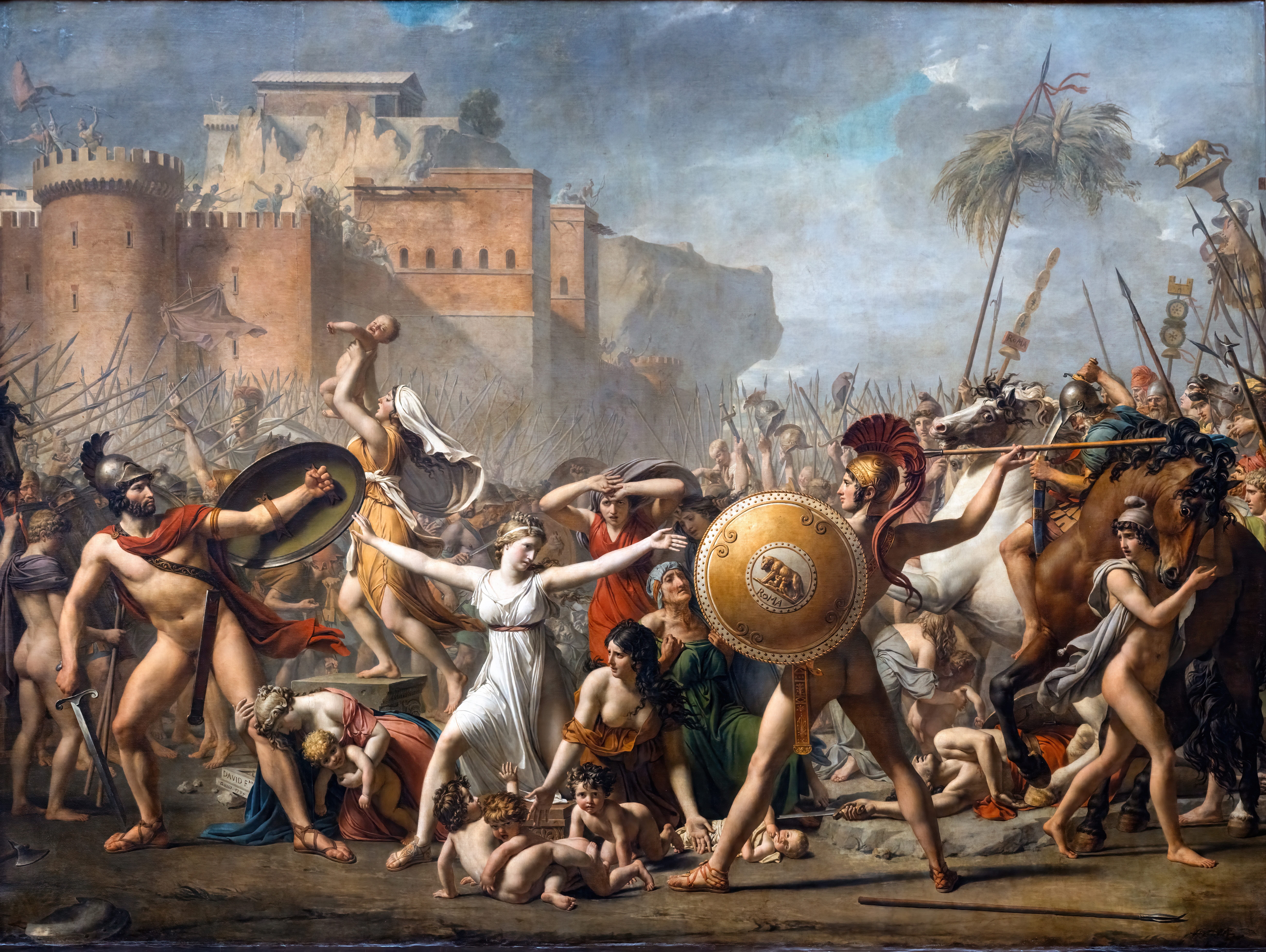
De Sabijnse vrouwen
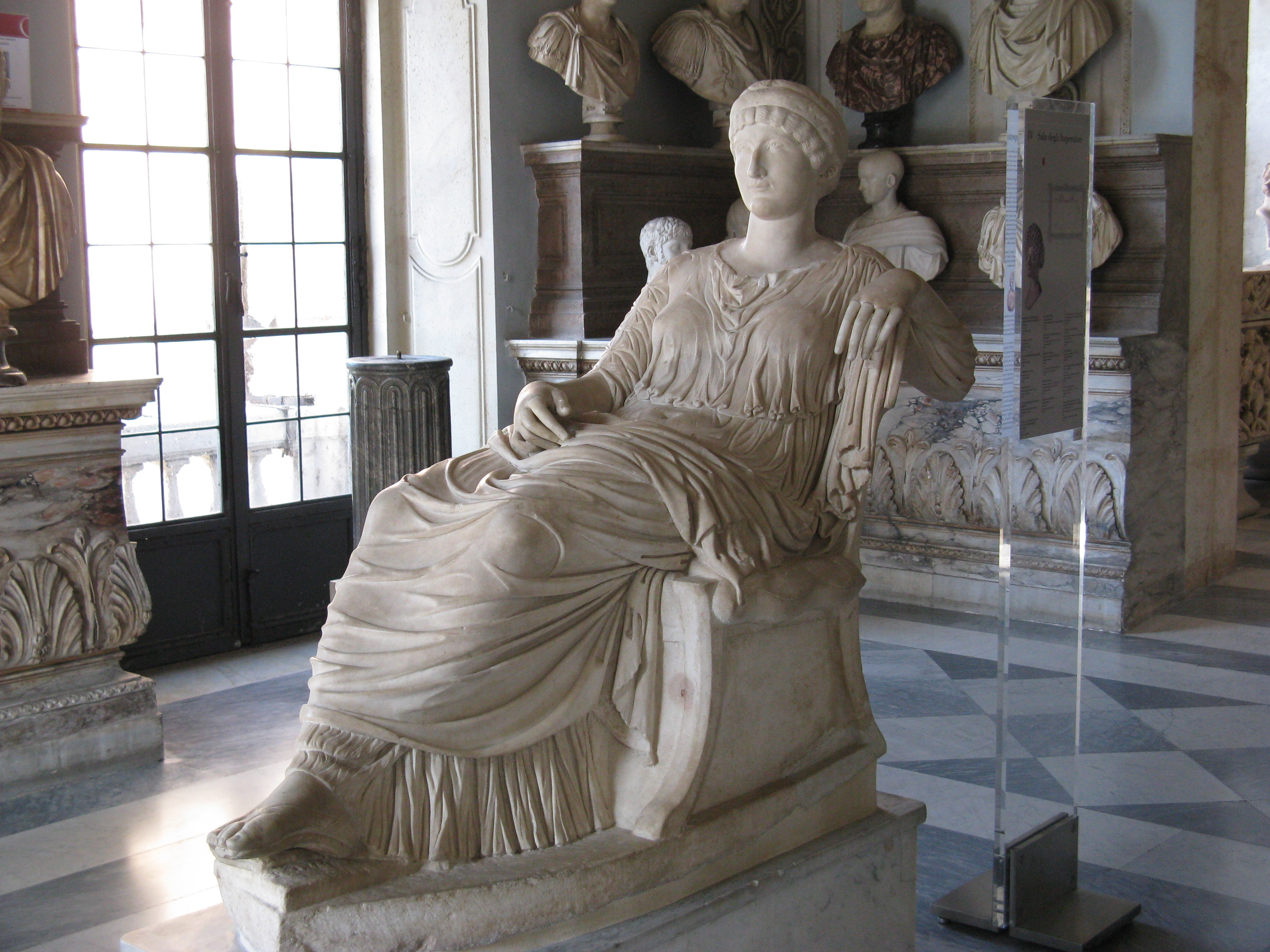
Standbeeld van Helena
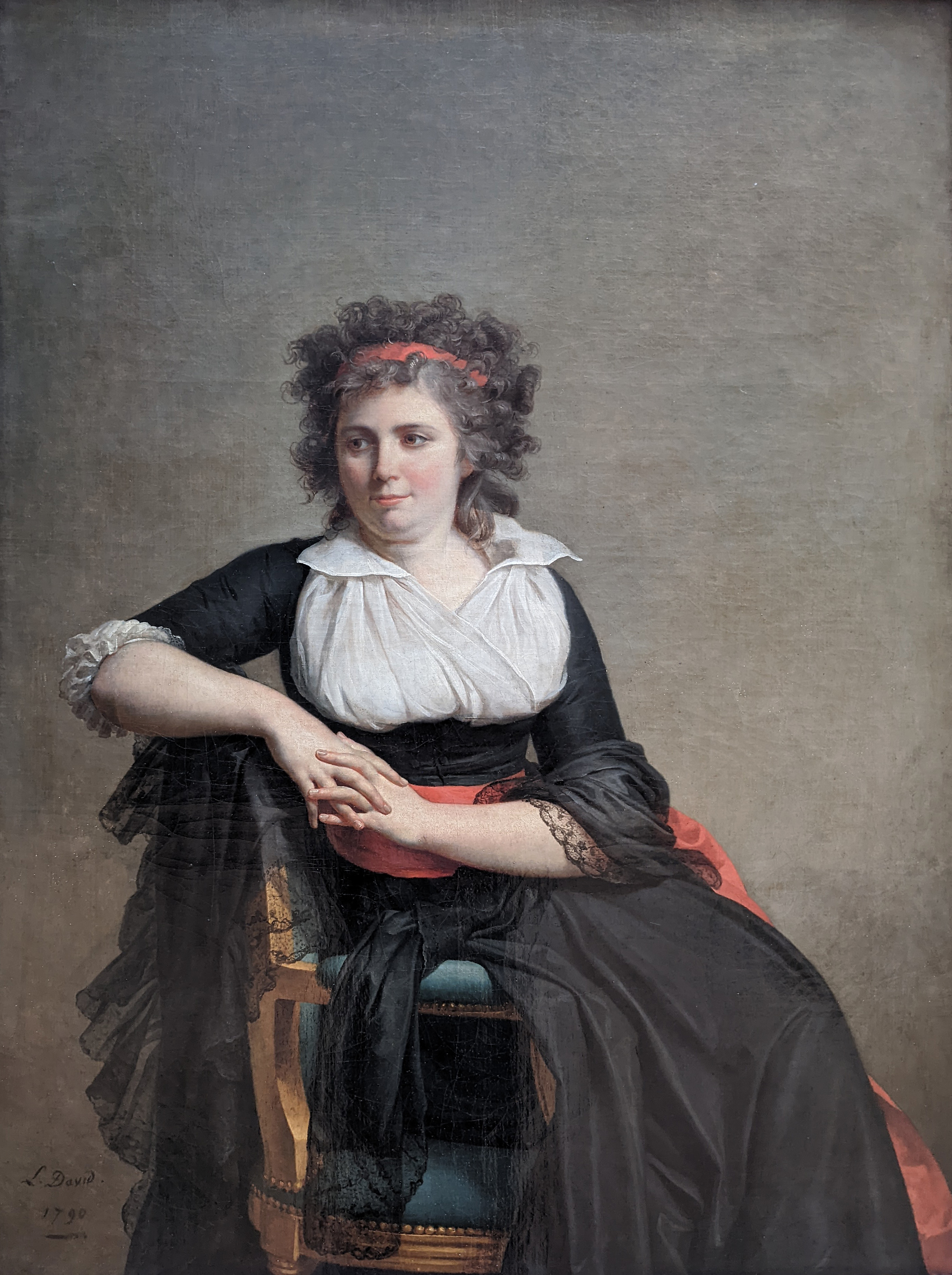
Portret van de markiezin d'Orvilliers
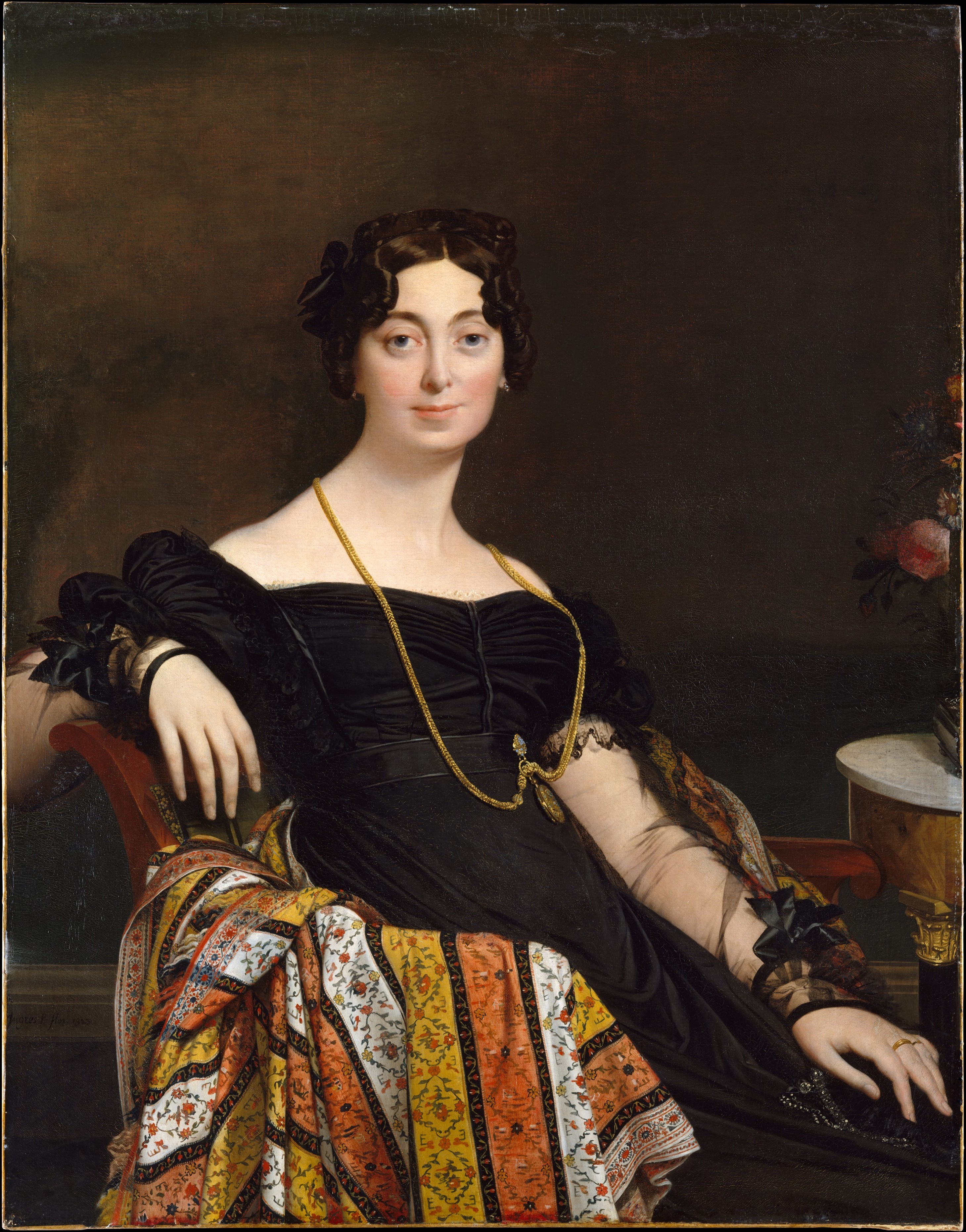
Portret van mevrouw Leblanc - Ingres